# ミモシン
ミモシン (mimosine) は、アルカロイド、異常アミノ酸である。チロシンと構造が似ているが、毒性があり、タンパク質を構成しない。オジギソウ属のいくつかの種やレウカエナ属の全ての種で見られる。
本化合物はロイセノール (leucenol) としても知られ、ギンネムの種子で最初に単離され、後にアダムスらによって研究された。

## 性質
ミモシンは融解すると分解される。塩酸塩は174.5 ℃から175.0 ℃、シュウ化水素酸塩は179.5 ℃、ヨウ化水素酸塩は183.0 ℃から183.5 ℃で分解する。ミモシンは一塩基酸塩のみを形成するが、メチルエステルは二塩酸塩を形成する。

## 生理作用
ミモシンは分裂中のG1期後期の細胞に取り込まれ、DNA複製の開始を阻害する。反芻動物では、ミモシンは3,4-ジヒドロキシピリドン (DHP) または2,3-DHPに分解される。
オーストラリア、パプアニューギニア、アフリカ、フロリダ等で中毒の事例があるが、その他の熱帯や亜熱帯の地域では記録はない。ミャンマーのヤギは、レウカエナ属を50%含む飼料を食べると脱毛した。ハワイのヤギやウシは反芻することで3,4-DHPを分解することができる。このような耐性の違いは、ミモシンや3,4-DHPに耐えられる腸内微生物がいるかどうかの違いに起因すると考えられている。少なくとも、オーストラリアのヤギはハワイのヤギが持っているような能力を持っていないことが知られている。